# Бені-Хасан

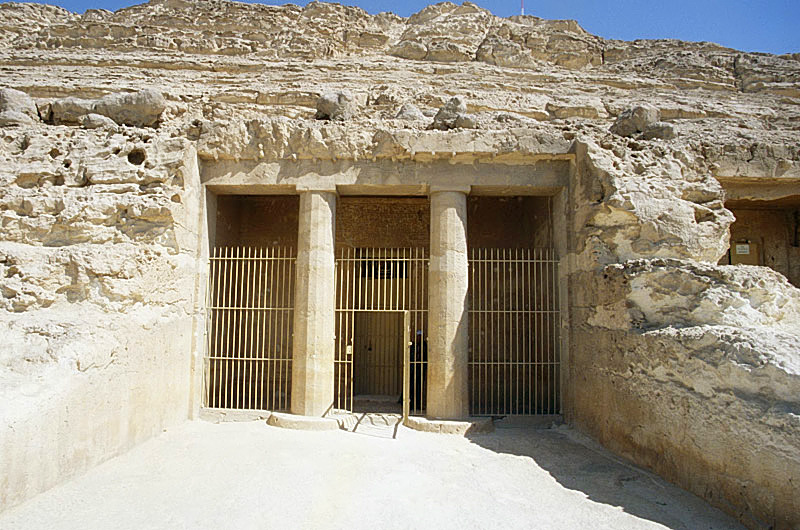
Вхід в гробницю Хнумхотепа II

Бені-Хасан (араб. بني حسن) — скельний некрополь епохи Стародавнього і Середнього царства в Єгипті, культурно-історичний пам'ятник. Розташований на східному березі Нілу в Середньому Єгипті, поруч із стародавнім містом Менат-Хуфу, між сучасними містами Мінья і Маллаві. Активно використовувався з часів Стародавнього царства до пізнього періоду, з перервою в Новому царстві, і був пов'язаний з XVI верхньоєгипетським, або орікським номом.
Комплекс Бені-Хасан вирубаний в скельній породі і включає 39 великих поховань високопоставлених давньоєгипетських вельмож і сотні гробниць більш дрібних чиновників, найдавніші з яких відносяться до часів VI династії, а самі пізні до епохи XXX династії. Схили під ними всіяні камерними, ямними та шахтними гробницями, що датуються переважно пізнім Стародавнім царством та раннім Середнім царством.

## Гробниці еліт
Перед кожною елітною гробницею залишався вирубаний у скелі двір, каплицю якої потім вирубували у скелі, а пізніші зразки мали портики з колонами. Інтер'єри можна архітектурно розділити на три типи:
- Невелика квадратна кімната, іноді з плавною склепінчастою стелею;
- Більша прямокутна кімната, з плоскою стелею, яку підтримують один або кілька рядів колон у формі лотоса з капітеллю у вигляді закритого бутона лотоса. Кожна пара таких колон увінчана загальним архітравом;
- Квадратна головна кімната, розділена на східно-західні склепінчасті сегменти рядами рифлених колон з відкритим двориком, прямокутним портиком з склепінчастою стелею, квадратною основною камерою з двома рядами здвоєних колон. Деякі каплиці включають невелике святилище, що містить останки скельної статуї. У гробницях цього типу колони основної кімнати 16-вугільні в перетині, а колони портика восьмикутні в перетині, мають неглибокі поздовжні борозни і квадратні абаки, що підтримують архітрави. Стиль таких колон з часів Шампольйона відомий як «протодоричеський».

Тринадцять із цих каплиць були прикрашені. Тексти тут містять імена та титульні рядки, підписи, а в кількох випадках і розлогі автобіографії. Найбільш багате прибрані гробниці правителів XVI нома часів XI і XII династій - Хеті, його батька Бакта III, Хнумхотепа II і Аменемхета (Амені). 
Хоча їхня хронологічна послідовність є предметом дискусій (вони нумеруються послідовно з півночі на південь), найдавнішою, ймовірно, є каплиця Бакта I, номарха Оріксу (№ 29), після якого в номархії прийшли Бакт II (№ 33), Ремушенті (№ 27), Бакт III (№ 15), а потім Хеті (№ 17). Хеті також носив титули «адміністратор східної пустелі» та «командувач воїнів у всіх складних місцях». Ця група гробниць, найімовірніше, датується кінцем XI династії.
XII династія починається з Хнумхотепа I (№ 14), у фрагментарній автобіографії якого згадується, що фараон Аменемхет I, за якого він служив номархом нома Оріксів та верховним жерцем, перевизначив межі нома, а також згадується морська битва. Його наступником, найімовірніше, став Нахті (№ 21), який був одночасно номархом і адміністратором східної пустелі. Цей останній титул може вказувати на контроль над пустельними околицями на східній стороні долини Нілу до Червоного моря. Ця досить безплідна місцевість була важливою для полювання та гірничих експедицій, а також була ключовою точкою контакту між Єгиптом та його північно-східними сусідами. Дві останні гробниці належать Амені (№ 2), який служив Сенусерту I як останній номарх, засвідчений тут, та Хнумхотепу II (№ 3), адміністратору Східної пустелі за Аменемхета II та Сенусерту II. Послідовність закінчується тут: син Хнумхотепа II, Хнумхотеп III, був чиновником у центральній адміністрації та був похований на королівському кладовищі в Дахшурі.
Окрім більш традиційних сцен землеробства, виробництва та культу жертвоприношень, кілька гробниць Бені-Хасан містять незвичайні мотиви. Наприклад, три з них прикрашені кількома зображеннями борців над зображеннями нападів на азійські фортеці. У гробниці 3 Хнумхотеп II приймає делегацію азійців, що датується саме 6-м роком правління Сенусерта II, а група лівійців, одна з яких несе дитину на спині, з'являється в гробниці 14.
Похоронні камери цих гробниць розташовувалися на дні шахт, що вели від підлоги каплиць. Розкопки Ньюберрі та Фрейзера виявили щонайменше одне неушкоджене поховання, що складалося з труни та кількох підставок для глеків (№ 24). Серед їхніх знахідок також були гончарні посудини, залишки дерев'яних фігурок, стіл для жертвоприношень та частина бронзового леза бойової сокири.
Настінні розписи, виконані на вирівнюючій стіни вапняній штукатурці, містять сцени полювання та рибної ловлі, сільськогосподарських робіт, спортивних змагань, а також підношення похоронних дарів і загробного життя. Найбільш відомі сцена годування антилоп в гробниці Хнумхотепа II і сцена гри в м'яч в гробниці Бакта III.
З пізніших епох збереглися скельна каплиця греко-римського періоду, на карнизі якої знаходиться картуш з ім'ям Птолемея Александра II, і сліди життя коптських пустельників-християн: одна з гробниць (де був похований «правитель пустелі» Нетернехт), судячи з зображуючого алфавіту настінного розпису, ймовірно, служила школою, а інша - церквою.
На південь від комплексу розташований підземний храм місцевої богині-левиці Пахет, побудований в правління Хатшепсут і Тутмоса III. Так як греки ототожнювали Пахт, покровительку війни та полювання, з Артемідою, її храм був відомий як «Грот Артеміди».

## Нижнє кладовище
Найдавніші поховання на нижньому кладовищі, які належали переважно дрібним чиновникам та їхнім родинам, датуються VI династією. Дві шахтні могили мали прилеглі каплиці, одна з яких датується правлінням Сенусерту IIІ, тобто датується пізніше за останню гробницю з написами на верхньому кладовищі. Знахідки з нижніх гробниць включали значну кількість трун та гробничого обладнання, зокрема дерев'яних моделей.

## Дослідження
Це місце вперше відвідав у дев'ятнадцятому столітті Нестор Л'От (Nestor L'Hôte), а деякі з елітних гробниць згадуються у публікаціях Іпполіто Росселліні (Ippolito Rosellini) та Жана-Франсуа Шампольйона. Їх розкопали та задокументували на рубежі XIX ст. Персі Е. Ньюберрі (Percy Edward Newberry) та Джордж В. Фрейзер (George Willoughby Fraser) для Фонду дослідження Єгипту (Egypt Exploration Society). Джон Гарстанг (John Garstang) розкопував поховання нижчого статусу для Ліверпульського університету з 1902 по 1904 рік.

## Список гробниць
- BH2 — номарх Амені
- BH3 — князь Хнумхотеп II
- BH4 — номарх Хнумхотеп IV
- BH13 — писар Хнумхотеп
- BH14 — номарх Хнумхотеп I
- BH15 — номарх Бакт III
- BH17 — номарх Хеті
- BH21 — номарх Нахті I
- BH23 — «наглядач за Східною пустелею» Нетієрнахт
- BH27 — номарх Ремушенті (період XI династії)
- BH29 — номарх Бакт I (період XI династії)
- BH33 — номарх Бакт II (період XI династії).

## Розписи з гробниці Хнумхотепа II

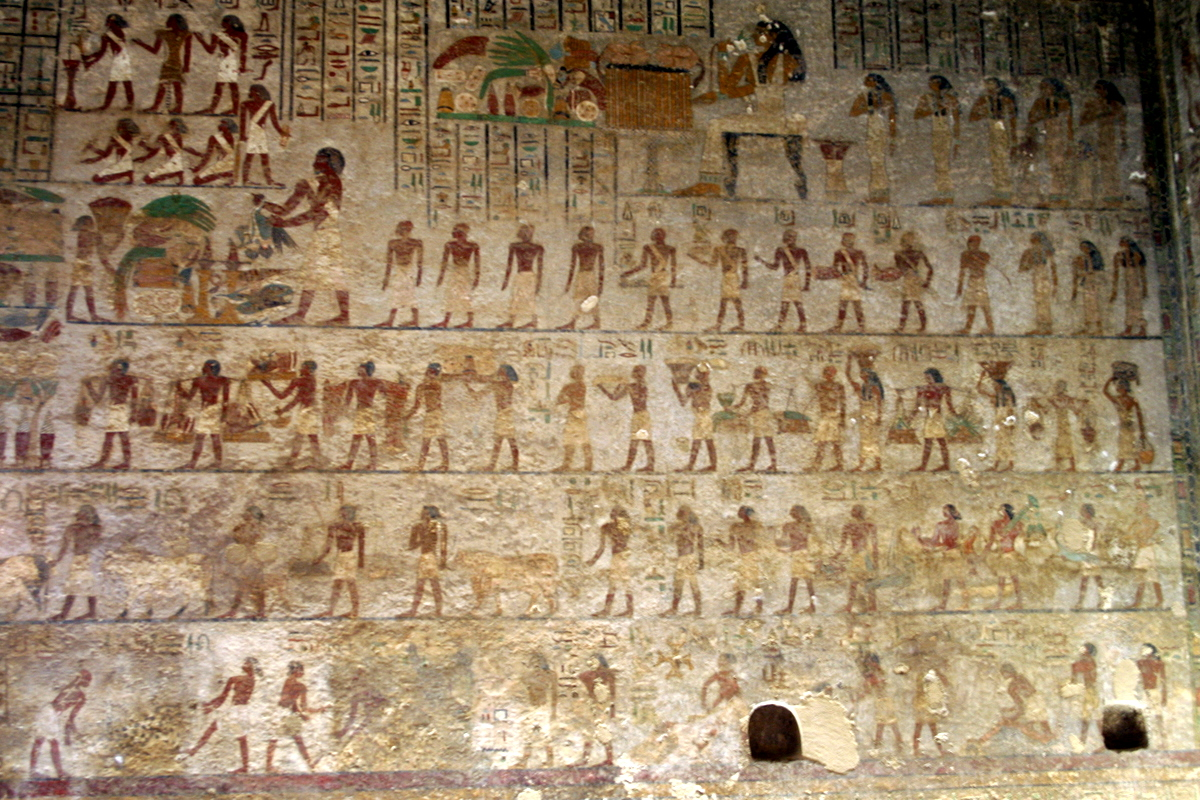
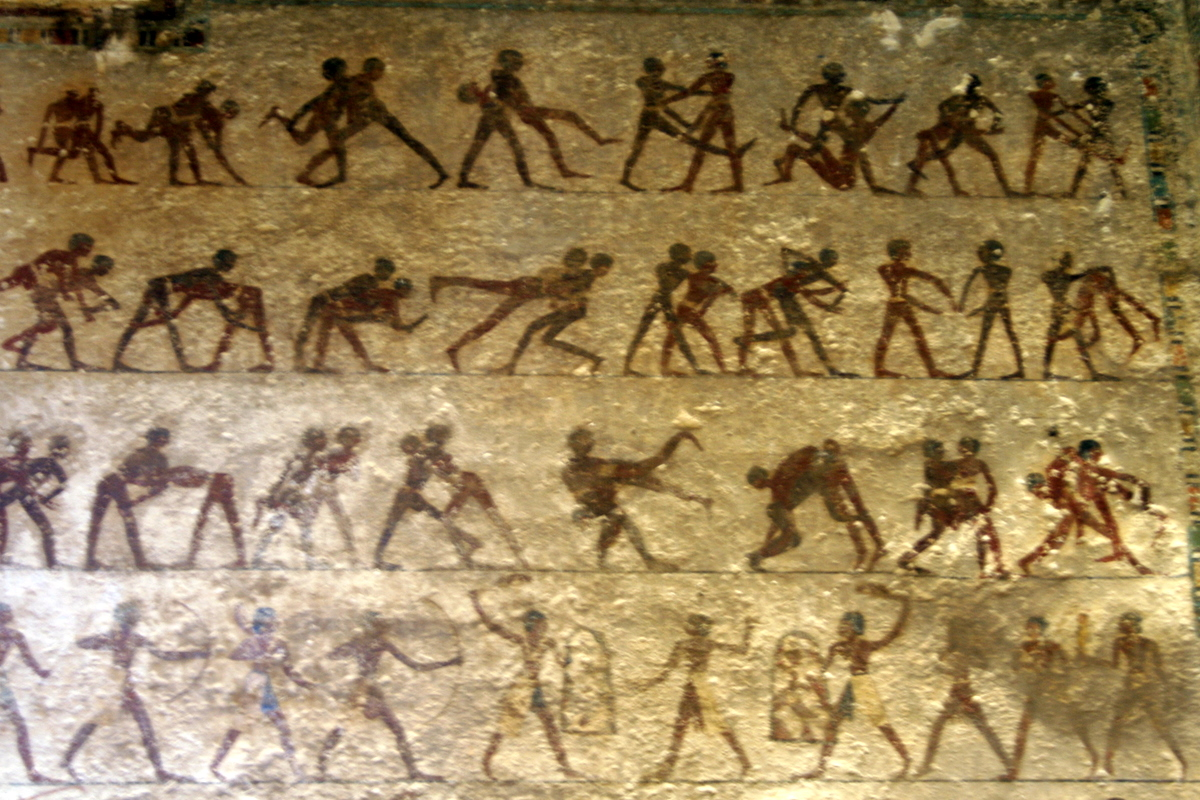
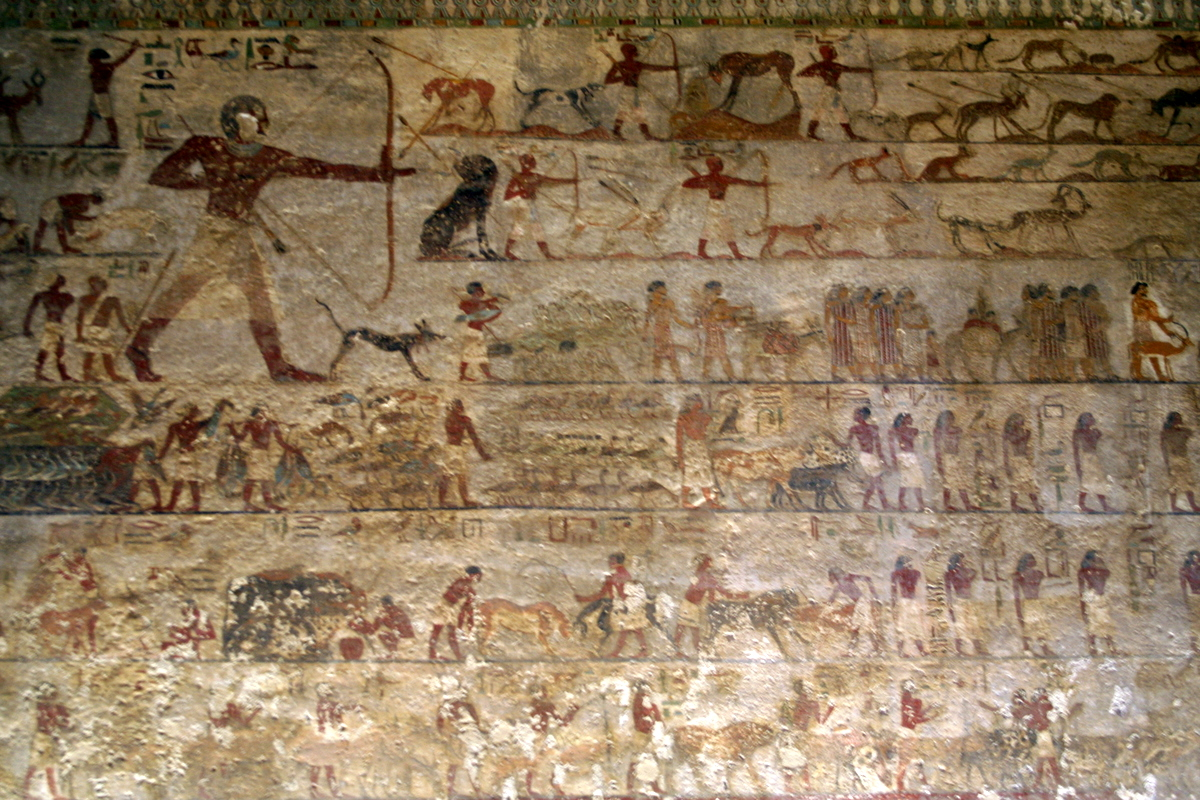
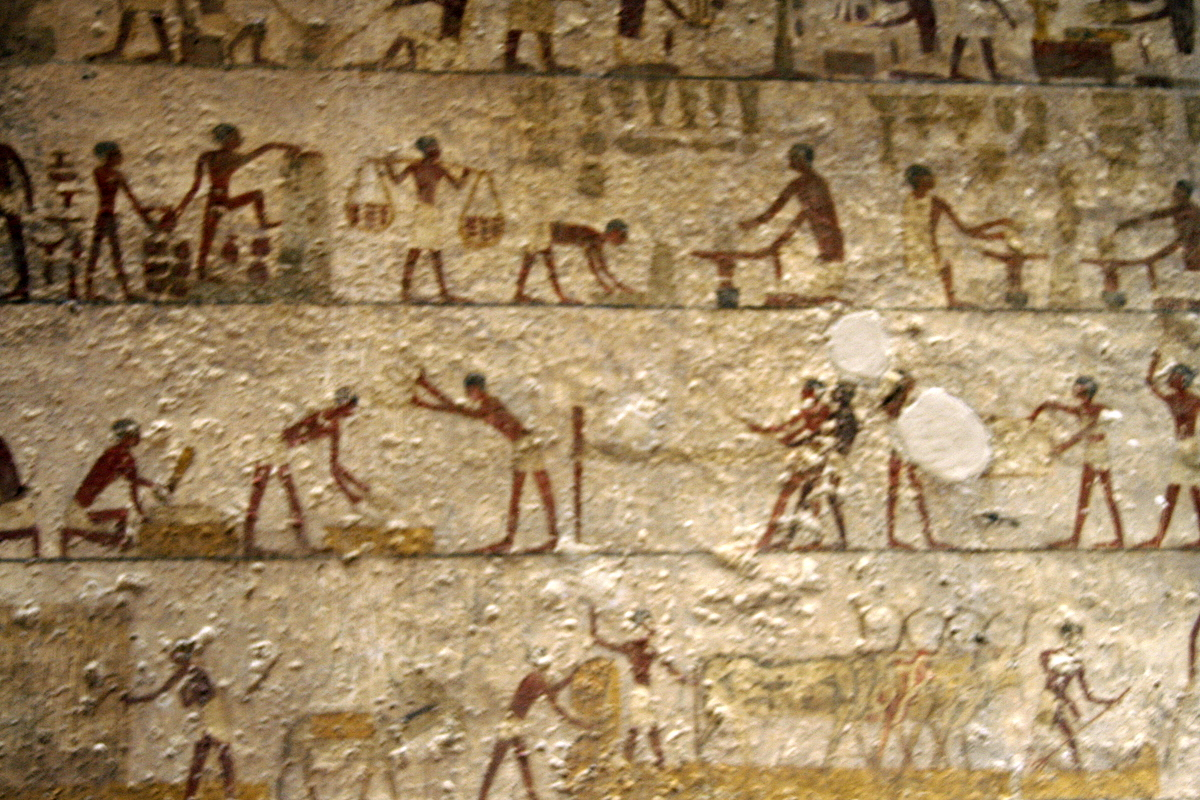